# Arva, Prahova
Arva (mai vechi Arsa) este un sat în comuna Valea Călugărească din județul Prahova, Muntenia, România.